# 岐阜にイジュー!
『岐阜にイジュー！』（ぎふにイジュー）は、メ〜テレ制作の日本のテレビドラマ。同局の開局55周年記念ドラマである。2017年4月25日（24日深夜）から6月27日（26日深夜）までの間、火曜日の0時20分から0時50分（月曜日深夜）の時間枠で放送された。この他にテレビ神奈川で同年4月26日から6月28日まで、水曜日の23時から23時30分の時間帯に放送された。全10話。
主演は柳英里紗と水崎綾女。移住体験のために岐阜県加茂郡白川町へやって来た2人の女性が、田舎暮らしの現実に戸惑いながらも奮闘する姿を描いた物語である。移住者を増やしたい目的のある白川町の全面協力を得て制作され、主要な役からエキストラまで多くの白川町民や周辺住民が出演している。主演の柳と水崎は、2017年3月中旬から4月中旬までの約1か月間、実際に白川町で移住生活を送ってドラマの撮影を行った。
本作の放送後、2018年3月の時点で白川町に移住に関する問い合わせが10件ほどあったといい、本作を見て白川町を知ったという移住者もいた。メ〜テレでは同年7月のプレスリリースにおいて問い合わせは約30件あり、2世帯が移住を決めたと発表している。メ〜テレは2018年に、白川町に加えて大垣市・飛騨市・中津川市とコラボレーションした新たな移住促進ドラマ『イジューは岐阜と』を制作する。

## あらすじ
東京で暮らす真野美晴と、名古屋で暮らす野々村花。ともにさえない都会暮らしを送るアラサー女性である。新しい生活に踏み出したいと思っていた二人は、田舎への移住生活体験者を募集しているという白川町へ行く決意をする。二人はこれまでツイッター上だけでやりとりをしてきたが、白川口駅前ではじめて直接会うこととなった。おっとりとした美晴と行動的な花であるが、会ってすぐに打ち解ける。
美晴と花はまず問い合わせのために白川町役場へ行くが、そこでこの白川町を、同じ岐阜にある白川郷で有名な白川村と間違えていたことに気付く。しかし二人は田んぼと茶畑に囲まれたこの町ののどかな雰囲気をすぐ好きになり、役場で移住をサポートする役目の伊勢谷のアドバイスもあり、この町で移住生活体験をしてみることにした。移住体験者向けの家に空きがなく、空き家になっていた広い一軒家で暮らすこととなる。移住をしたその夜からガス故障のトラブルに見舞われ、その先も慣れない田舎での生活に四苦八苦する。二人は田舎暮らしが決して気楽なものではないという現実を知りながらも、積極的に町に溶け込もうと町の人たちと接し、町の行事に参加し、白川町での生活を楽しむ。
白川町に春が来て、二人が準備から参加してきた地元の祭り『杵振り祭り』の日となった。二人をサポートしてきた伊勢谷は「積極的に地域とかかわって、町に溶け込んでくれる人が来てくれないと、地域の力は弱まってしまいます」と言う。美晴と花は数週間の移住体験生活を振り返りながら、しだれ桜を眺める。それから1年後、白川町で町民とともに暮らす二人の姿があった。

## キャスト
真野美晴（まの みはる）
演 - 柳英里紗
野々村花（ののむら はな）
演 - 水崎綾女
宇野大輔（うの だいすけ）
演 - 芹澤興人
東京から白川町に移住し農業を営む。
宇野沙織（うの さおり）
演 - 関めぐみ
大輔の妻。美晴と花の良きアドバイザー。
宇野愛那（うの めな）
演 - 有田愛那
大輔と沙織の娘。
土門（どもん）
演 - 嶋田久作
白川町の伝説の猟師。生活のほとんどを自給自足でまかなう。
伊勢谷昇（いせや のぼる）
演 - 小松和重
白川町移住サポートセンターの事務員。
中島息吹（なかじま いぶき）
演 - 笠松将
伊勢谷の部下。
恭子
演 - わたなべ麻衣
美晴の親友。（第8話）
藤井節子（ふじい せつこ）
演 - 渡辺博子
美晴と花が暮らす家の近所に住む、二人と仲良しの老婆。
今井克己（いまい かつみ）
演 - 柘植喜代ニ
白川町の老人。

## スタッフ
- ナレーション - キートン山田
- 企画 - 新村裕（メ〜テレ）
- 脚本 - アサダアツシ
- 監督 - 森義隆、高明
- 主題歌 - 戸渡陽太「Happy」[6]
- プロデューサー - 永井拓郎（RIKIプロジェクト）、松岡達矢（メ〜テレ）
- 制作協力 - RIKIプロジェクト
- 特別協力 - 白川町
- 制作 - メ〜テレ

## 放送日程
| 放送回 | 放送日         | サブタイトル                 | 監督   |
| ------ | -------------- | ---------------------------- | ------ |
| 第1話  | 2017年 4月25日 | 白川郷じゃないよ、白川町だよ | 森義隆 |
| 第2話  | 5月02日        | 汝、集落の一員たれ           | 森義隆 |
| 第3話  | 5月09日        | 畑仕事を体験する             | 森義隆 |
| 第4話  | 5月16日        | 鹿を狩りに行く               | 森義隆 |
| 第5話  | 5月23日        | 生き物が食べ物になる         | 森義隆 |
| 第6話  | 5月30日        | 白川町で働くことにした       | 森義隆 |
| 第7話  | 6月06日        | 移住夫婦の理想と現実         | 森義隆 |
| 第8話  | 6月13日        | 婚活パーティーに参加する     | 高明   |
| 第9話  | 6月20日        | 白川町のお年寄りを知る       | 高明   |
| 第10話 | 6月27日        | 春が来れば                   | 高明   |